# Világ Kórus Játékok
A Világ Kórus Játékok (World Choir Games, korábban Choir Olympics, Kórusolimpia) a világ legnagyobb nemzetközi kórusversenye. Kétévente érkeznek amatőr kórusok a világ minden tájáról a Világ Kórus Játékokra, hogy részt vegyenek, személyes előadásukkal hozzájáruljanak, hogy összehasonlítsák tudásukat és hogy megtapasztalják az együtt éneklés örömét. 
A Világ Kórus Játékokat a Musica Mundi és az INTERKULTUR Alapítvány szervezi. Az Alapítvány már 1988 óta szervez kórusversenyeket és fesztiválokat, amelyeken 5000 kórus tapasztalhatta meg a zene egyesítő erejét több mint 90 országból, 89 alkalommal. Több mint 220 000 résztvevő énekelt az eseményeken a kezdetek óta, ennek több mint fele gyerek és 25 év alatti fiatal. Énekeltek, versenyeztek és tanultak egymástól, megünnepelték a sikereiket és felejthetetlen élményeket szereztek.
A mottójuk: „Az együtt éneklés összehozza a nemzeteket”. A Világ Kórus Játékok abból a célból született, hogy megpróbálják összehozni az embereket az éneklés segítségével egy békés verseny keretében. A verseny válogatóján arany, ezüst vagy bronz diplomát lehet szerezni, mindegyikből tíz fokozatút. (Azoknak a kórusoknak, amelyek már rendelkeznek minősítő versenyen kapott arany diplomával, nem kell részt venniük a válogatón.) A legalább arany I. minősítést elérő indulók megmérkőzhetnek az érmekért. Minden éremből többet is kioszthatnak, ezért a legmagasabb pontszámmal aranyérmet szerzett kórusok kapják meg az olimpiai bajnoki címet, és tiszteletükre eljátsszák hazájuk himnuszát.
Már a versenyen való részvétel is nagy megtiszteltetés. Lévén a világ legnagyobb kórusversenye, a Világ Kórus Játékok inspirálja az embereket, hogy az együtt éneklés által megtapasztalják az együttműködés erejét.

## Versenyek

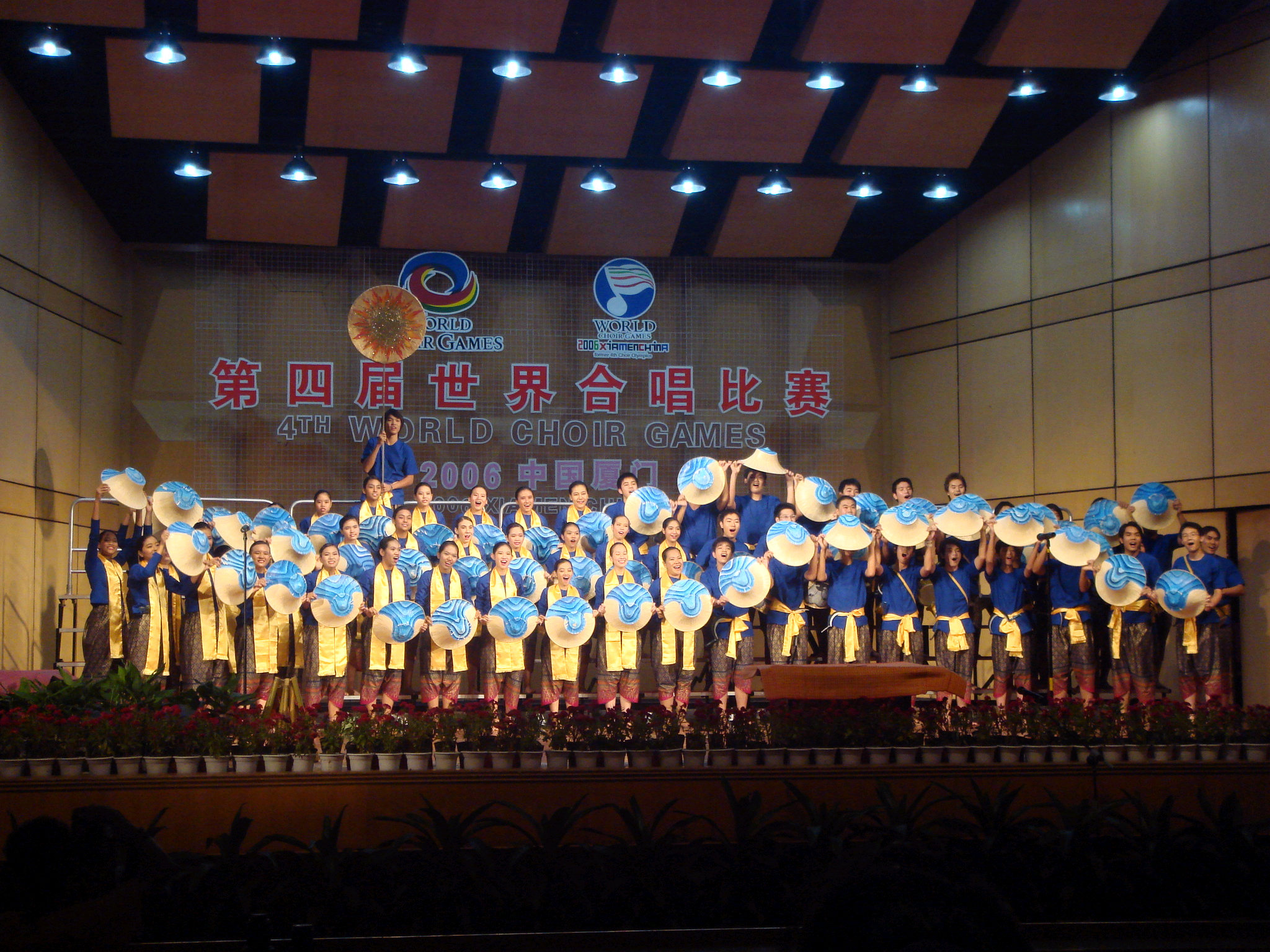
Egy thaiföldi iskolahálózat kórusa a 2006-os hsziameni játékokon

### Az eddigi játékok
1. Kórusolimpia – Linz, Ausztria (2000. július)
2. Kórusolimpia – Puszan, Dél-Korea (2002. október)
3. Kórusolimpia – Bréma, Németország (2004. július)
4. Világ Kórus Játékok – Hsziamen, Kína (2006. július)
5. Világ Kórus Játékok – Graz, Ausztria (2008. július)
6. Világ Kórus Játékok – Shaoxing, Kína (2010. július)
7. Világ Kórus Játékok – Cincinnati, Amerikai Egyesült Államok (2012. július)

### A játékok számokban
| Játékok        | Résztvevők adatai | Résztvevők adatai | Résztvevők adatai | Diplomaminősítések | Diplomaminősítések | Diplomaminősítések | Érmek | Érmek | Érmek |
| Játékok        | Összesen          | Nemzetek          | Kórusok           | Arany              | Ezüst              | Bronz              | Arany | Ezüst | Bronz |
| -------------- | ----------------- | ----------------- | ----------------- | ------------------ | ------------------ | ------------------ | ----- | ----- | ----- |
| 2000. Linz     | kb. 15 000 fő     | 60                | 342               | 51                 | 86                 | 39                 | 69    | 124   | 34    |
| 2002. Busan    | kb. 8 000 fő      | 48                | 288               | 52                 | 67                 | 11                 | 54    | 102   | 38    |
| 2004. Bréma    | kb. 18 000 fő     | 83                | 360               | 105                | 96                 | 29                 | 98    | 162   | 33    |
| 2006. Hsziamen | kb. 20 000 fő     | 80                | 400               | 102                | 144                | 34                 | 75    | 140   | 39    |
| 2008. Graz     | kb. 20 000 fő     | 93                | 441               | 102                | 131                | 19                 | 130   | 191   | 27    |
| 2010. Shaoxing | kb. 20 000 fő     | 83                | 472               | 74                 | 133                | 32                 | 66    | 117   | 28    |

### Legsikeresebb országok
| 2000. Linz | 2002. Busan | 2004. Bréma |
| Magyarország (10 arany) · Németország (8 arany) · Kína (7 arany) · Indonézia (6 arany) · Oroszország (5 arany, 15 ezüst)                                          | Kína (16 arany) · Magyarország (6 arany, 4 bajnoki cím) · Dél-Korea (7 arany, 1 bajnoki cím) · Japán (4 arany, 2 bajnoki cím) · Fülöp-szigetek (4 arany, 1 bajnoki cím) | Kína (7 arany) · Németország (8 arany) · Dél-afrikai Köztársaság (7 arany, 4 bajnoki cím) · Szingapúr (7 arany, 1 bajnoki cím) · Magyarország (6 arany, 6 ezüst) |
| 2006. Hsziamen | 2008. Graz | 2010. Shaoxing |
| Dél-Korea (8 arany, 2 bajnoki cím) · Indonézia (7 arany, 2 bajnoki cím) · Kína (8 arany) · Litvánia (2 arany, 1 bajnoki cím) · Szingapúr (4 arany, 2 bajnoki cím) | Dél-afrikai Köztársaság (16 arany) · Kína (12 arany) · Indonézia (9 arany) · Ausztria (8 arany) · Magyarország (8 arany)                                                | Kína (22 arany) · Indonézia (7 arany) · Dél-afrikai Köztársaság (6 arany) · Egyesült Államok (5 arany) · Hongkong (5 arany)                                      |

## Magyar eredmények[1][2]

### 1. Kórusolimpia
| Kórus                                                        | Karnagy             | Versenykategória        | Válogató minősítése    | Döntő eredménye   |
| ------------------------------------------------------------ | ------------------- | ----------------------- | ---------------------- | ----------------- |
| Bányai Júlia Ének-zenei Tagozatos Általános Iskola           | Tóth Ágnes          | gyermekkar              | Arany VIII. diploma    | bajnoki aranyérem |
| Dr. Földi János Általános Iskola Énekkara                    | Wermeser Mária      | gyermekkar              | Bronz X. diploma       | (nem jutott be)   |
| A Kecskeméti Kodály Iskola Miraculum Kórusa                  | Durányik László     | gyermekkar              | (korábban kvalifikált) | aranyérem         |
| Fazekas Gyermekkar                                           | Halmai Mária        | gyermekkar              | (korábban kvalifikált) | aranyérem         |
| Vox Iuventutis Gyermekkar                                    | Pallagi Etelka      | gyermekkar              | (korábban kvalifikált) | ezüstérem         |
| Teleki Blanka Gimnázium Vegyeskara                           | Auth-Lovrek Ágnes   | ifjúsági vegyeskar      | Arany III. diploma     | ezüstérem         |
| Nagyboldogasszony Római Katolikus Gimnázium                  | Szili Zoltán        | ifjúsági vegyeskar      | Bronz IX. diploma      | (nem jutott be)   |
| A Kodály Zoltán Magyar Kórusiskola Cantate vegyeskara        | ifj. Sapszon Ferenc | ifjúsági vegyeskar      | (korábban kvalifikált) | aranyérem         |
| Carmen Iuvenile Eötvös                                       | Lánczky Edit        | ifjúsági vegyeskar      | (korábban kvalifikált) | bronzérem         |
| Balassa Bálint Vegyeskar, Esztergom                          | Reményi Károly      | vegyes kamarakórus      | Bronz VIII. diploma    | (nem jutott be)   |
| Dunaújvárosi Főiskola Nőikara                                | Könyves Ágnes       | női kamarakórus         | Arany I. diploma       | ezüstérem         |
| Puella Kórus, Cegléd                                         | Lédeczi Judit       | női kamarakórus         | (korábban kvalifikált) | aranyérem         |
| A Ceglédi Kossuth Lajos Gimnázium Leánykara                  | Lédeczi Judit       | nőikar                  | (korábban kvalifikált) | bajnoki aranyérem |
| A Kodály Zoltán Magyar Kórusiskola Jubilate Schola leánykara | ifj. Sapszon Ferenc | gregorián énekek        | (korábban kvalifikált) | bajnoki aranyérem |
| A Kodály Zoltán Magyar Kórusiskola Cantate Schola férfikara  | ifj. Sapszon Ferenc | gregorián énekek        | (korábban kvalifikált) | aranyérem         |
| Balassa Bálint Vegyeskar, Esztergom                          | Reményi Károly      | egyházi zene a cappella | Bronz VI. diploma      | (nem jutott be)   |
| A Kodály Zoltán Magyar Kórusiskola Cantate vegyeskara        | ifj. Sapszon Ferenc | egyházi zene a cappella | (korábban kvalifikált) | bajnoki aranyérem |
| Dunaújvárosi Főiskola Nőikara                                | Könyves Ágnes       | egyházi zene            | Ezüst II. diploma      | (nem jutott be)   |
| Balassa Bálint Vegyeskar, Esztergom                          | Reményi Károly      | egyházi zene            | Bronz VII. diploma     | (nem jutott be)   |
| A Kodály Zoltán Magyar Kórusiskola Cantate vegyeskara        | ifj. Sapszon Ferenc | egyházi zene            | (korábban kvalifikált) | bajnoki aranyérem |
| Puella Kórus, Cegléd                                         | Lédeczi Judit       | egyházi zene            | (korábban kvalifikált) | ezüstérem         |
| Arpa d'or                                                    | Mészáros Péter      | madrigál                | Arany I. diploma       | ezüstérem         |
| Dunaújvárosi Főiskola Nőikara                                | Könyves Ágnes       | kortárs zene            | Arany I. diploma       | ezüstérem         |
| Dunaújvárosi Főiskola Nőikara                                | Könyves Ágnes       | folklór a cappella      | Arany I. diploma       | ezüstérem         |

Az olimpián szereplő hatvan ország közül Magyarország szerezte meg a legtöbb aranyérmet és bajnoki címet.

### 2. Kórusolimpia
A következő kórusolimpián mindössze három kórus képviselte hazánkat, azonban ők bizonyultak a legeredményesebb nyugati versenyzőnek négy bajnoki címmel és hat aranyéremmel:
| Kórus                                  | Karnagy        | Versenykategória        | Válogató minősítése    | Döntő eredménye   |
| -------------------------------------- | -------------- | ----------------------- | ---------------------- | ----------------- |
| Cantemus Gyermekkar                    | Szabó Dénes    | gyermekkar              | (korábban kvalifikált) | bajnoki aranyérem |
| Nyíregyházi Pro Musica Kamarakórus     | Szabó Dénes    | ifjúsági egyneműkarok   | Arany VI. diploma      | bajnoki aranyérem |
| Debreceni Református Kollégium Kántusa | Berkesi Sándor | ifjúsági vegyeskar      | (korábban kvalifikált) | ezüstérem         |
| Nyíregyházi Pro Musica Kamarakórus     | Szabó Dénes    | egyházi zene a cappella | (korábban kvalifikált) | aranyérem         |
| Cantemus Gyermekkar                    | Szabó Dénes    | egyházi zene            | (korábban kvalifikált) | bajnoki aranyérem |
| Nyíregyházi Pro Musica Kamarakórus     | Szabó Dénes    | kortárs zene            | (korábban kvalifikált) | bajnoki aranyérem |
| Cantemus Gyermekkar                    | Szabó Dénes    | népzene a cappella      | (korábban kvalifikált) | aranyérem         |
| Debreceni Református Kollégium Kántusa | Berkesi Sándor | népzene a cappella      | (korábban kvalifikált) | ezüstérem         |

### 3. Kórusolimpia
| Kórus                              | Karnagy                      | Versenykategória   | Válogató minősítése    | Döntő eredménye   |
| ---------------------------------- | ---------------------------- | ------------------ | ---------------------- | ----------------- |
| Kék Madár                          | Bocsákné Balogh Gabriella    | gyermekkar         | Ezüst V. diploma       | (nem jutott be)   |
| Magnificat Gyermekkar, Budapest    | Szebellédi Valéria           | gyermekkar         | (korábban kvalifikált) | bajnoki aranyérem |
| Fazekas Gyermekkar                 | Halmai Mária                 | gyermekkar         | (korábban kvalifikált) | aranyérem         |
| Psalterium Hungaricum              | Arany János és Kálmán László | vegyes kamarakórus | Arany IV. diploma      | aranyérem         |
| Egressy Kamarakórus                | Robozné Schönfeld Zsuzsanna  | vegyes kamarakórus | Ezüst I. diploma       | (nem jutott be)   |
| Erkel Ferenc Vegyeskar             | Cseri Zsófia                 | vegyeskar          | (korábban kvalifikált) | ezüstérem         |
| Puella Kórus, Cegléd               | Lédeczi Judit                | nőikar             | (korábban kvalifikált) | aranyérem         |
| MÁV Szolnoki Járműjavító Férfikara | Juhászné Zsákai Katalin      | férfikar           | Arany I. diploma       | ezüstérem         |
| Psalterium Hungaricum              | Arany János és Kálmán László | egyházi zene       | Arany I. diploma       | aranyérem         |
| Erkel Ferenc Vegyeskar             | Cseri Zsófia                 | egyházi zene       | (korábban kvalifikált) | ezüstérem         |
| Puella Kórus, Cegléd               | Lédeczi Judit                | kortárs zene       | (korábban kvalifikált) | ezüstérem         |
| Magnificat Gyermekkar, Budapest    | Szebellédi Valéria           | folklór a cappella | (korábban kvalifikált) | bajnoki aranyérem |
| MÁV Szolnoki Járműjavító Férfikara | Juhászné Zsákai Katalin      | szcenikus folklór  | Arany I. diploma       | ezüstérem         |
| Puella Kórus, Cegléd               | Lédeczi Judit                | szcenikus folklór  | (korábban kvalifikált) | ezüstérem         |

### 4. Világ Kórus Játékok
| Kórus                              | Karnagy                 | Versenykategória      | Válogató minősítése    | Döntő eredménye   |
| ---------------------------------- | ----------------------- | --------------------- | ---------------------- | ----------------- |
| Kodály Iskola Aurin Leánykara      | Durányik László         | ifjúsági egyneműkarok | (korábban kvalifikált) | aranyérem         |
| Bartók Béla Férfikórus             | Lakner Tamás            | férfi kamarakórus     | (korábban kvalifikált) | bajnoki aranyérem |
| MÁV Szolnoki Járműjavító Férfikara | Juhászné Zsákai Katalin | férfikar              | Arany I. diploma       | bronzérem         |
| Bartók Béla Férfikórus             | Lakner Tamás            | populáris zene        | (korábban kvalifikált) | ezüstérem         |
| Kodály Iskola Aurin Leánykara      | Durányik László         | folklór a cappella    | (korábban kvalifikált) | bajnoki aranyérem |

### 5. Világ Kórus Játékok
| Kórus                                                          | Karnagy                                        | Versenykategória                         | Válogató minősítése    | Döntő eredménye   |
| -------------------------------------------------------------- | ---------------------------------------------- | ---------------------------------------- | ---------------------- | ----------------- |
| Kék Madár                                                      | Balogh Gabriella                               | gyermekkar                               | Ezüst II. diploma      | (nem jutott be)   |
| Voces Iuvenum                                                  | Dobiné Hajik Katalin                           | gyermekkar                               | (korábban kvalifikált) | ezüstérem         |
| Fazekas Leánykar                                               | Halmai Mária                                   | ifjúsági egyneműkarok                    | (korábban kvalifikált) | aranyérem         |
| A miskolci Bartók Béla Zeneművészeti Szakközépiskola Leánykara | Barta Ildikó                                   | ifjúsági egyneműkarok                    | (korábban kvalifikált) | aranyérem         |
| Főnix Kamarakórus                                              | Györfi Katalin                                 | ifjúsági vegyeskar                       | Ezüst X. diploma       | (nem jutott be)   |
| Virág Benedek Ifjúsági Vegyeskar                               | Cseke József                                   | ifjúsági vegyeskar                       | Ezüst X. diploma       | (nem jutott be)   |
| Károlyi Mihály Magyar-Spanyol Tannyelvű Gimnázium Kórusa       | Garics Margit                                  | ifjúsági vegyeskar                       | (korábban kvalifikált) | ezüstérem         |
| Ars Nova Énekegyüttes                                          | Kiss Katalin                                   | vegyes énekegyüttesek                    | (korábban kvalifikált) | bajnoki aranyérem |
| Kórus Spontánusz                                               | Kocsis-Holper Zoltán                           | vegyes kamarakórus                       | Arany V. diploma       | aranyérem         |
| Szivárvány Kórus                                               | Baráth Yvette                                  | vegyes kamarakórus                       | Arany II. diploma      | ezüstérem         |
| Főnix Kórus                                                    | Vass Ágnes                                     | vegyes kamarakórus                       | Bronz IX. diploma      | (nem jutott be)   |
| Pécsi Kamarakórus                                              | Tillai Aurél                                   | vegyes kamarakórus                       | (korábban kvalifikált) | ezüstérem         |
| Gárdonyi Zoltán Református Együttes                            | Naszladi Judit                                 | vegyes kamarakórus                       | (korábban kvalifikált) | bronzérem         |
| Ad Libitum Kórus                                               | Pethőné Kővári Andrea                          | vegyeskar                                | (korábban kvalifikált) | ezüstérem         |
| Ajkai Pedagógus Nőikar                                         | Petheő Balázsné & Takács Piroska               | nőikar                                   | Ezüst X. diploma       | (nem jutott be)   |
| MÁV Szolnoki Járműjavító Férfikara                             | Juhászné Zsákai Katalin                        | férfi kamarakórus                        | Arany I. diploma       | ezüstérem         |
| Bartók Béla Férfikar                                           | Lakner Tamás                                   | férfi nagykórus                          | Arany I. diploma       | bajnoki aranyérem |
| Kórus Spontánusz                                               | Kocsis-Holper Zoltán                           | egyházi zene                             | Arany V. diploma       | ezüstérem         |
| Esterházy Énekegyüttes                                         | Schmidt Mónika                                 | egyházi zene                             | Arany II. diploma      | bronzérem         |
| Palotásy János Vegyeskar                                       | Bedőné Bakki Katalin & Thormanné Husznay Mária | egyházi zene                             | Ezüst VI. diploma      | (nem jutott be)   |
| Virág Benedek Ifjúsági Vegyeskar                               | Cseke József                                   | szabadon választott egyházi zene         | Ezüst V. diploma       | (nem jutott be)   |
| Ars Nova Énekegyüttes                                          | Kiss Katalin                                   | kortárs zene                             | (korábban kvalifikált) | aranyérem         |
| Kodály Zoltán Gyermekkórus                                     | Juhászné Zsákai Katalin                        | szabadon választott kortárs zene         | (korábban kvalifikált) | ezüstérem         |
| Gárdonyi Zoltán Református Együttes                            | Naszladi Judit                                 | szabadon választott kortárs zene         | (korábban kvalifikált) | bronzérem         |
| Jazz Voices Budapest                                           | Lakatos Ágnes                                  | szabadon választott jazz                 | (korábban kvalifikált) | ezüstérem         |
| Fráter Kórus                                                   | Regős Zsolt                                    | szabadon választott gospel és spirituálé | Ezüst X. diploma       | (nem jutott be)   |
| Lumen Christi Gospel Kórus                                     | Gergó Lajos                                    | szabadon választott gospel és spirituálé | Ezüst IV. diploma      | (nem jutott be)   |
| Rigόfütty Dalkör                                               | Magdó Ildikó                                   | folklór                                  | Arany III. diploma     | aranyérem         |
| MÁV Szolnoki Járműjavító Férfikara                             | Juhászné Zsákai Katalin                        | folklór                                  | Ezüst III. diploma     | (nem jutott be)   |
| Solymári Hagyományőrző Asszonykórus                            | Juhász Diána                                   | folklór                                  | Bronz X. diploma       | (nem jutott be)   |
| Pécsi Kamarakórus                                              | Tillai Aurél                                   | folklór                                  | (korábban kvalifikált) | aranyérem         |
| Kodály Zoltán Gyermekkórus                                     | Juhászné Zsákai Katalin                        | szabadon választott folklór              | (korábban kvalifikált) | ezüstérem         |

### 6. Világ Kórus Játékok
Hazánkat egyedül a Campanella Gyermekkar képviselte a versenyen:
| Kórus                 | Karnagy       | Versenykategória      | Válogató minősítése | Döntő eredménye |
| --------------------- | ------------- | --------------------- | ------------------- | --------------- |
| Campanella Gyermekkar | Schóber Tamás | ifjúsági egyneműkarok | Ezüst VII. diploma  | (nem jutott be) |

## Külső hivatkozások
- Hivatalos honlap (angol)
- Videók az 5. Világ Kórus Játékokról